# Jardênia Félix
Pour les articles homonymes, voir Félix.
Jardênia Félix Barbosa da Silva, née le 9 septembre 2003 à Natal (Rio Grande do Norte), est une athlète handisport brésilienne concourant en T20 pour les athlètes ayant un handicap mental.

## Carrière
Elle débute l'athlétisme en 2017 et coure avec les valides avant de se tourner vers le handisport.
Pour ses premiers Jeux en 2020, à seulement 17 ans, Félix monte sur la troisième marche du podium du 400 m T20 en 57 s 43, battant son record personnel de 76 centièmes, derrière l'Américaine Breanna Clark et l'Ukrainienne Yuliia Shuliar. Trois jours plus tard, elle termine cinquième du saut en longueur F20 avec une marque à 5,29 m.

## Palmarès

### Jeux paralympiques
- Jeux paralympiques d'été de 2020 à Tokyo :
  -  400 m T20